# چژوویتسه (استان اوپوله)
چژوویتسه (به لهستانی: Czyżowice) یک منطقهٔ مسکونی در لهستان است که در گمینا پرودنگک واقع شده‌است. چژوویتسه ۳۰۰ نفر جمعیت دارد.